# Menstruační chudoba
Menstruační chudoba (anglicky period poverty) je termín označující skutečnost, že některé ženy pro svůj nízký příjem nemají přístup k adekvátním menstruačním pomůckám. To se pak může ve společnosti projevovat různými znevýhodněními, souvisejícím problémem je též menstruační tabu.

## Situace ve světě
Evropský parlament ve svém usnesení z ledna 2019 konstatoval, že „menstruační chudoba v Evropské unii zůstává nevyřešeným problémem“, kritizoval, že se ženské hygienické potřeby nepokládaly v členských zemích za základní zboží, a vyzval k odstranění tzv. „tamponové daně“.

### Británie
Podle průzkumu dětské charitativní organizace Plan International UK, učiněném na reprezentativním vzorku jednoho tisíce 14- až 21letých dívek, si v roce 2017 jedna z deseti britských dívek (10 %) nemohla dovolit menstruační pomůcky, 15 % dívek mělo potíže s jejich obstaráním, 14 % si je kvůli cenové nedostupnosti muselo půjčit, 12 % muselo ze stejných důvodů improvizovat a 19 % se kvůli nákladnosti muselo uchýlit k méně vhodným menstruačním pomůckám. Ve Velké Británii podléhaly k roku 2017 menstruační pomůcky tzv. tamponové dani ve výši 5 %. Daň z přidané hodnoty ve výši 10 % zde byla na tyto výrobky uvalena v roce 1973, kdy se země připojila do Evropského hospodářského společenství. O rok později daň poklesla na 8 %, roku 1979 však byla zvýšena na 15 % a v roce 1991 na 17,5 %. Od ledna 2001 došlo ke snížení DPH na 5 %, minimální přípustnou hodnotu v rámci Evropské unie. V roce 2015 aktivistka Laura Coryton sepsala petici požadující nulovou daň, pod níž se shromáždilo 320 tisíc podpisů.
Mezinárodní gynekologická a porodnická federace v roce 2019 uvedla, že podle dřívějších studií asi pětina britských rodičů měla z finančních důvodů potíže zajistit svým dcerám menstruační pomůcky. Podle průzkumu serveru OnePoll.com mezi 500 britskými dívkami ve věku 10–18 let a jejich rodiči bylo 7 % dívek nuceno během své menstruační periody vynechat školní docházku a 6 % rodičů přiznalo, že pro zajištění menstruačních pomůcek svým dcerám se museli uchýlit k drobným krádežím. Natasha Zivkovic ze skotského spolku Glasgow University Red Alert Society v říjnu 2019 uvedla, že zhruba 62 % dívek nešlo někdy kvůli menstruaci na tělocvik a 50 % z nich si vymyslelo výmluvu. V roce 2019 britská vláda spustila financování bezplatné dostupnosti vložek a tamponů na středních a vysokých školách.
Skotsko se v roce 2022 stalo první zemí, která uzákonila přístup k hygienickým potřebám zdarma.

### Afrika
Podle studie z roku 2015 byla u venkovských žen v Keni menstruační chudoba příčinou tělesných, sexuálních a reprodukčních rizik.

## Situace v Česku
V České republice relevantní data o menstruační chudobě podle Seznam Zpráv k listopadu 2024 chyběla. Organizace Člověk v tísni v roce 2023 uváděla, že je v zemi menstruační chudobou ohroženo zhruba 38 000 žen ve věku 12 až 18 let. Z průzkumu společnosti Spectra pro drogerii DM z března 2024 vyplynulo, že pro třetinu českých žen představuje menstruace finanční zátěž.
Ačkoli Evropský parlament v lednu 2019 vyzval k odstranění tzv. „tamponové daně“, Česká republika se výzvou neřídila a k listopadu 2024 patřila k členským zemím s nejvyšší daní na ženské hygienické potřeby ve výši 21 %. Vyšší daň 27 % mělo už jen Maďarsko.
Některé neziskové organizace zajišťují balíčky hygienických potřeb ženám žijícím na ulici. Člověk v tísni na jaře 2024 v rámci projektu Reprodukční zdraví dívek a žen zahájil distribuci menstruačních pomůcek do vybraných škol v ČR. Na všech svých základních školách je od začátku roku 2025 přislíbilo i město Ostrava. Ministerstvo zdravotnictví ve spolupráci s ministerstvem školství, mládeže a tělovýchovy připravilo vyhlášku, která s platností ledna 2026 stanovila povinnost vybavit jednotlivě balenými menstruačními potřebami školní toalety používané dívkami staršími devíti let.